# Katharina Ellmauer
Katharina Ellmauer (ur. 1 sierpnia 2000) – austriacka skoczkini narciarska, reprezentantka klubu ASVÖ NTS.

## Przebieg kariery
W zawodach FIS Cupu zadebiutowała w lipcu 2015 w Villach. W pierwszym swoim starcie została zdyskwalifikowana, a następnego dnia zajęła 33. miejsce. W sierpniu 2017 po raz pierwszy wystąpiła w Letnim Pucharze Kontynentalnym, w zawodach w Oberwiesenthal zajmując kolejno 34. i 32. miejsce. Pierwsze punkty zawodów tej rangi zdobyła we wrześniu 2018 w norweskim Lillehammer, zajmując 28. miejsce. W zimowej edycji Pucharu Kontynentalnego zadebiutowała w grudniu 2018 w norweskim Notodden, zajmując 9. miejsce i jednocześnie zdobywając pierwsze punkty tego cyklu.
W trakcie sezonu FIS Cup 2020/2021 dwukrotnie stawała na podium (3. miejsce w Villach 20 lutego 2021 i w Oberhofie 27 lutego 2021). Cały cykl zakończyła na 2. pozycji.
W marcu 2022 po raz pierwszy stanęła na podium zawodów Pucharu Kontynentalnego, wygrywając zawody w Lake Placid. Następnego dnia była trzecia, a cały cykl zakończyła na 6. miejscu.
W maju 2024 Austriacki Związek Narciarski poinformował o zakończeniu przez Ellmauer kariery sportowej.

## Puchar Świata

### Miejsca w poszczególnych konkursach indywidualnychPucharu Świata
| Źródło | Źródło      | Źródło           | Źródło           | Źródło                 | Źródło     | Źródło     | Źródło  | Źródło  | Źródło      | Źródło      | Źródło      | Źródło      | Źródło       | Źródło       | Źródło     | Źródło     | Źródło     | Źródło      | Źródło    | Źródło      | Źródło      | Źródło      | Źródło      | Źródło      | Źródło | Źródło | Źródło | Źródło | Źródło | Źródło | Źródło | Źródło | Źródło | Źródło | Źródło | Źródło | Źródło | Źródło | Źródło | Źródło | Źródło | Źródło | Źródło | Źródło | Źródło | Źródło | Źródło | Źródło | Źródło |
| --- | ----------- | ---------------- | ---------------- | ---------------------- | ---------- | ---------- | ------- | ------- | ----------- | ----------- | ----------- | ----------- | ------------ | ------------ | ---------- | ---------- | ---------- | ----------- | --------- | ----------- | ----------- | ----------- | ----------- | ----------- | ------ | ------ | ------ | ------ | ------ | ------ | ------ | ------ | ------ | ------ | ------ | ------ | ------ | ------ | ------ | ------ | ------ | ------ | ------ | ------ | ------ | ------ | ------ | ------ | ------ |
| Sezon 2018/2019 |             |                  |                  |                        |            |            |         |         |             |             |             |             |              |              |            |            |            |             |           |             |             |             |             |             |        |        |        |        |        |        |        |        |        |        |        |        |        |        |        |        |        |        |        |        |        |        |        |        |        |
| Lillehammer | Lillehammer | Lillehammer      | Prémanon         | Prémanon               | Sapporo    | Sapporo    | Zaō     | Zaō     | Râșnov      | Râșnov      | Hinzenbach  | Hinzenbach  | Ljubno       | Ljubno       | Oberstdorf | Oberstdorf | Oslo       | Lillehammer | Trondheim | Niżny Tagił | Niżny Tagił | Czajkowskij | Czajkowskij | punkty      | punkty | punkty | punkty | punkty | punkty | punkty | punkty | punkty | punkty | punkty | punkty | punkty | punkty | punkty | punkty | punkty | punkty | punkty |        |        |        |        |        |        |        |
| - | -           | -                | -                | -                      | -          | -          | -       | -       | -           | -           | q           | q           | -            | -            | -          | -          | -          | -           | -         | -           | -           | -           | -           | 0           | 0      | 0      | 0      | 0      | 0      | 0      | 0      | 0      | 0      | 0      | 0      | 0      | 0      | 0      | 0      | 0      | 0      | 0      |        |        |        |        |        |        |        |
| Sezon 2020/2021 |             |                  |                  |                        |            |            |         |         |             |             |             |             |              |              |            |            |            |             |           |             |             |             |             |             |        |        |        |        |        |        |        |        |        |        |        |        |        |        |        |        |        |        |        |        |        |        |        |        |        |
| Ramsau | Ljubno      | Titisee-Neustadt | Titisee-Neustadt | Hinzenbach             | Hinzenbach | Hinzenbach | Râșnov  | Râșnov  | Niżny Tagił | Niżny Tagił | Czajkowskij | Czajkowskij | punkty       | punkty       | punkty     | punkty     | punkty     | punkty      | punkty    | punkty      | punkty      | punkty      | punkty      | punkty      | punkty | punkty | punkty | punkty | punkty | punkty | punkty |        |        |        |        |        |        |        |        |        |        |        |        |        |        |        |        |        |        |
| - | -           | -                | -                | q                      | q          | -          | -       | -       | -           | -           | -           | -           | 0            | 0            | 0          | 0          | 0          | 0           | 0         | 0           | 0           | 0           | 0           | 0           | 0      | 0      | 0      | 0      | 0      | 0      | 0      |        |        |        |        |        |        |        |        |        |        |        |        |        |        |        |        |        |        |
| Sezon 2022/2023 |             |                  |                  |                        |            |            |         |         |             |             |             |             |              |              |            |            |            |             |           |             |             |             |             |             |        |        |        |        |        |        |        |        |        |        |        |        |        |        |        |        |        |        |        |        |        |        |        |        |        |
| Wisła | Wisła       | Lillehammer      | Lillehammer      | Titisee-Neustadt       | Villach    | Villach    | Ljubno  | Ljubno  | Sapporo     | Sapporo     | Zaō         | Zaō         | Hinterzarten | Hinterzarten | Willingen  | Willingen  | Hinzenbach | Hinzenbach  | Râșnov    | Râșnov      | Oslo        | Oslo        | Lillehammer | Lillehammer | Lahti  | punkty |        |        |        |        |        |        |        |        |        |        |        |        |        |        |        |        |        |        |        |        |        |        |        |
| - | -           | -                | -                | -                      | -          | -          | -       | -       | -           | -           | -           | -           | -            | -            | -          | -          | 38         | q           | -         | -           | -           | -           | -           | -           | -      | 0      |        |        |        |        |        |        |        |        |        |        |        |        |        |        |        |        |        |        |        |        |        |        |        |
| Sezon 2023/2024 |             |                  |                  |                        |            |            |         |         |             |             |             |             |              |              |            |            |            |             |           |             |             |             |             |             |        |        |        |        |        |        |        |        |        |        |        |        |        |        |        |        |        |        |        |        |        |        |        |        |        |
| Lillehammer | Lillehammer | Engelberg        | Engelberg        | Garmisch-Partenkirchen | Oberstdorf | Villach    | Villach | Sapporo | Sapporo     | Zaō         | Ljubno      | Ljubno      | Willingen    | Willingen    | Hinzenbach | Hinzenbach | Lahti      | Oslo        | Oslo      | Trondheim   | Trondheim   | Vikersund   | Planica     | punkty      | punkty | punkty | punkty | punkty | punkty | punkty | punkty | punkty | punkty | punkty | punkty | punkty | punkty | punkty | punkty | punkty | punkty | punkty |        |        |        |        |        |        |        |
| - | -           | -                | -                | -                      | -          | 35         | 35      | -       | -           | -           | -           | -           | -            | -            | -          | -          | -          | -           | -         | -           | -           | -           | -           | 0           | 0      | 0      | 0      | 0      | 0      | 0      | 0      | 0      | 0      | 0      | 0      | 0      | 0      | 0      | 0      | 0      | 0      | 0      |        |        |        |        |        |        |        |
| Legenda |             |                  |                  |                        |            |            |         |         |             |             |             |             |              |              |            |            |            |             |           |             |             |             |             |             |        |        |        |        |        |        |        |        |        |        |        |        |        |        |        |        |        |        |        |        |        |        |        |        |        |
| 1 2 3 4-10 11-30 poniżej 30 dq – dyskwalifikacja q – dyskwalifikacja w kwalifikacjach q – zawodniczka nie zakwalifikowała się - – zawodniczka nie wystartowała |             |                  |                  |                        |            |            |         |         |             |             |             |             |              |              |            |            |            |             |           |             |             |             |             |             |        |        |        |        |        |        |        |        |        |        |        |        |        |        |        |        |        |        |        |        |        |        |        |        |        |

## Letnie Grand Prix

### Miejsca w klasyfikacji generalnej
| Sezon | Miejsce |
| ----- | ------- |
| 2023  | 46.     |

### Miejsca w poszczególnych konkursach indywidualnychLGP
| 2021 |                  |                  |                |                   |                   |                   |        |        |        |        |        |        |        |        |        |        |        |        |        |        |        |        |        |        |        |
| Wisła 17.07 | Wisła 18.07      | Courchevel 06.08 | Frenštát 15.08 | Czajkowskij 11.09 | Czajkowskij 12.09 | Klingenthal 02.10 | punkty | punkty | punkty | punkty | punkty | punkty | punkty | punkty | punkty | punkty | punkty | punkty | punkty | punkty | punkty | punkty | punkty | punkty | punkty |
| - | -                | -                | q              | -                 | -                 | -                 | 0      | 0      | 0      | 0      | 0      | 0      | 0      | 0      | 0      | 0      | 0      | 0      | 0      | 0      | 0      | 0      | 0      | 0      | 0      |
| 2023 |                  |                  |                |                   |                   |                   |        |        |        |        |        |        |        |        |        |        |        |        |        |        |        |        |        |        |        |
| Courchevel 29.07 | Courchevel 30.07 | Szczyrk 05.08    | Szczyrk 06.08  | Râșnov 23.09      | Râșnov 24.09      | Klingenthal 07.10 | punkty | punkty | punkty | punkty | punkty | punkty | punkty | punkty | punkty | punkty | punkty | punkty | punkty | punkty | punkty | punkty | punkty | punkty | punkty |
| - | -                | 22               | 30             | 28                | 27                | -                 | 17     | 17     | 17     | 17     | 17     | 17     | 17     | 17     | 17     | 17     | 17     | 17     | 17     | 17     | 17     | 17     | 17     | 17     | 17     |
| Legenda |                  |                  |                |                   |                   |                   |        |        |        |        |        |        |        |        |        |        |        |        |        |        |        |        |        |        |        |
| 1 2 3 4-10 11-30 poniżej 30 dq – dyskwalifikacja q – dyskwalifikacja w kwalifikacjach q – zawodniczka nie zakwalifikowała się - – zawodniczka nie wystartowała |                  |                  |                |                   |                   |                   |        |        |        |        |        |        |        |        |        |        |        |        |        |        |        |        |        |        |        |

## Puchar Interkontynentalny

### Miejsca w klasyfikacji generalnej
| Sezon     | Miejsce |
| --------- | ------- |
| 2023/2024 | 6.      |

### Miejsca na podium w konkursach indywidualnych Pucharu Interkontynentalnego chronologicznie
| Lp. | Dzień      | Rok  | Miejscowość | Skocznia     | Punkt K | HS     | Skok 1  | Skok 2  | Nota      | Lok. | Strata   | Zwyciężczyni   |
| --- | ---------- | ---- | ----------- | ------------ | ------- | ------ | ------- | ------- | --------- | ---- | -------- | -------------- |
| 1.  | 6 stycznia | 2024 | Falun       | Lugnet       | K-90    | HS-100 | 92,0 m  | 91,0 m  | 219,7 pkt | 2.   | 1,3 pkt  | Hannah Wiegele |
| 2.  | 7 stycznia | 2024 | Falun       | Lugnet       | K-90    | HS-100 | 90,5 m  | 90,0 m  | 226,3 pkt | 2.   | 3,0 pkt  | Hannah Wiegele |
| 3.  | 8 marca    | 2024 | Lahti       | Salpausselkä | K-116   | HS-130 | 106,5 m | 115,0 m | 214,3 pkt | 3.   | 56,1 pkt | Tina Erzar     |
| 4.  | 9 marca    | 2024 | Lahti       | Salpausselkä | K-116   | HS-130 | 115,5 m | 118,0 m | 229,0 pkt | 3.   | 51,0 pkt | Tina Erzar     |

### Miejsca w poszczególnych konkursachPucharu Interkontynentalnego
| Źródło                                                                            | Źródło      | Źródło   | Źródło   | Źródło | Źródło | Źródło    | Źródło    | Źródło     | Źródło     | Źródło | Źródło | Źródło | Źródło | Źródło | Źródło | Źródło | Źródło | Źródło | Źródło | Źródło | Źródło | Źródło | Źródło | Źródło | Źródło | Źródło | Źródło | Źródło | Źródło | Źródło | Źródło | Źródło | Źródło | Źródło | Źródło | Źródło | Źródło | Źródło | Źródło |
| --------------------------------------------------------------------------------- | ----------- | -------- | -------- | ------ | ------ | --------- | --------- | ---------- | ---------- | ------ | ------ | ------ | ------ | ------ | ------ | ------ | ------ | ------ | ------ | ------ | ------ | ------ | ------ | ------ | ------ | ------ | ------ | ------ | ------ | ------ | ------ | ------ | ------ | ------ | ------ | ------ | ------ | ------ | ------ |
| Sezon 2023/2024                                                                   |             |          |          |        |        |           |           |            |            |        |        |        |        |        |        |        |        |        |        |        |        |        |        |        |        |        |        |        |        |        |        |        |        |        |        |        |        |        |        |
| Lillehammer                                                                       | Lillehammer | Notodden | Notodden | Falun  | Falun  | Innsbruck | Innsbruck | Brotterode | Brotterode | Lahti  | Lahti  | punkty | punkty | punkty | punkty | punkty | punkty | punkty | punkty | punkty | punkty | punkty | punkty | punkty | punkty | punkty | punkty | punkty | punkty | punkty |        |        |        |        |        |        |        |        |        |
| 16                                                                                | 10          | -        | -        | 2      | 2      | 16        | 11        | 16         | 14         | 3      | 3      | 393    | 393    | 393    | 393    | 393    | 393    | 393    | 393    | 393    | 393    | 393    | 393    | 393    | 393    | 393    | 393    | 393    | 393    | 393    |        |        |        |        |        |        |        |        |        |
| Legenda                                                                           |             |          |          |        |        |           |           |            |            |        |        |        |        |        |        |        |        |        |        |        |        |        |        |        |        |        |        |        |        |        |        |        |        |        |        |        |        |        |        |
| 1 2 3 4-10 11-30 poniżej 30 dq – dyskwalifikacja - – zawodniczka nie wystartowała |             |          |          |        |        |           |           |            |            |        |        |        |        |        |        |        |        |        |        |        |        |        |        |        |        |        |        |        |        |        |        |        |        |        |        |        |        |        |        |

## Letni Puchar Interkontynentalny

### Miejsca w klasyfikacji generalnej
| Sezon | Miejsce |
| ----- | ------- |
| 2023  | 40.     |

### Miejsca w poszczególnych konkursachLetniego Pucharu Interkontynentalnego
| Źródło                                                                            | Źródło | Źródło | Źródło | Źródło | Źródło | Źródło | Źródło | Źródło | Źródło | Źródło | Źródło | Źródło | Źródło | Źródło | Źródło | Źródło | Źródło | Źródło | Źródło | Źródło | Źródło | Źródło | Źródło | Źródło | Źródło | Źródło | Źródło | Źródło | Źródło | Źródło | Źródło | Źródło | Źródło | Źródło | Źródło | Źródło | Źródło | Źródło | Źródło |
| --------------------------------------------------------------------------------- | ------ | ------ | ------ | ------ | ------ | ------ | ------ | ------ | ------ | ------ | ------ | ------ | ------ | ------ | ------ | ------ | ------ | ------ | ------ | ------ | ------ | ------ | ------ | ------ | ------ | ------ | ------ | ------ | ------ | ------ | ------ | ------ | ------ | ------ | ------ | ------ | ------ | ------ | ------ |
| 2023                                                                              |        |        |        |        |        |        |        |        |        |        |        |        |        |        |        |        |        |        |        |        |        |        |        |        |        |        |        |        |        |        |        |        |        |        |        |        |        |        |        |
| Oslo                                                                              | Oslo   | Stams  | Stams  | punkty | punkty | punkty | punkty | punkty | punkty | punkty | punkty | punkty | punkty | punkty | punkty | punkty | punkty | punkty | punkty | punkty | punkty | punkty |        |        |        |        |        |        |        |        |        |        |        |        |        |        |        |        |        |
| -                                                                                 | -      | 16     | 27     | 19     | 19     | 19     | 19     | 19     | 19     | 19     | 19     | 19     | 19     | 19     | 19     | 19     | 19     | 19     | 19     | 19     | 19     | 19     |        |        |        |        |        |        |        |        |        |        |        |        |        |        |        |        |        |
| Legenda                                                                           |        |        |        |        |        |        |        |        |        |        |        |        |        |        |        |        |        |        |        |        |        |        |        |        |        |        |        |        |        |        |        |        |        |        |        |        |        |        |        |
| 1 2 3 4-10 11-30 poniżej 30 dq – dyskwalifikacja - – zawodniczka nie wystartowała |        |        |        |        |        |        |        |        |        |        |        |        |        |        |        |        |        |        |        |        |        |        |        |        |        |        |        |        |        |        |        |        |        |        |        |        |        |        |        |

## Puchar Kontynentalny

### Miejsca w klasyfikacji generalnej
| Sezon     | Miejsce |
| --------- | ------- |
| 2018/2019 | 20.     |
| 2019/2020 | 24.     |
| 2021/2022 | 6.      |
| 2022/2023 | 5.      |

### Zwycięstwa w konkursach indywidualnych Pucharu Kontynentalnego chronologicznie
| Lp. | Dzień    | Rok  | Miejscowość | Skocznia            | Punkt K | HS     | Skok 1 | Skok 2 | Nota      |
| --- | -------- | ---- | ----------- | ------------------- | ------- | ------ | ------ | ------ | --------- |
| 1.  | 25 marca | 2022 | Lake Placid | MacKenzie Intervale | K-90    | HS-100 | 85,5 m | 91,5 m | 221,8 pkt |

### Miejsca na podium w konkursach indywidualnych Pucharu Kontynentalnego chronologicznie
| Lp. | Dzień    | Rok  | Miejscowość | Skocznia            | Punkt K | HS     | Skok 1 | Skok 2 | Nota      | Lok. | Strata  | Zwyciężczyni   |
| --- | -------- | ---- | ----------- | ------------------- | ------- | ------ | ------ | ------ | --------- | ---- | ------- | -------------- |
| 1.  | 25 marca | 2022 | Lake Placid | MacKenzie Intervale | K-90    | HS-100 | 85,5 m | 91,5 m | 221,8 pkt | 1.   | –       | –              |
| 2.  | 26 marca | 2022 | Lake Placid | MacKenzie Intervale | K-90    | HS-100 | 91,0 m | 93,0 m | 224,3 pkt | 3.   | 4,3 pkt | Hannah Wiegele |

### Miejsca w poszczególnych konkursachPucharu Kontynentalnego
| Źródło                                                                            | Źródło      | Źródło    | Źródło    | Źródło     | Źródło     | Źródło    | Źródło    | Źródło     | Źródło     | Źródło    | Źródło    | Źródło   | Źródło   | Źródło      | Źródło      | Źródło | Źródło | Źródło | Źródło | Źródło | Źródło | Źródło | Źródło | Źródło | Źródło | Źródło | Źródło | Źródło | Źródło | Źródło | Źródło | Źródło | Źródło | Źródło | Źródło | Źródło | Źródło | Źródło | Źródło |
| --------------------------------------------------------------------------------- | ----------- | --------- | --------- | ---------- | ---------- | --------- | --------- | ---------- | ---------- | --------- | --------- | -------- | -------- | ----------- | ----------- | ------ | ------ | ------ | ------ | ------ | ------ | ------ | ------ | ------ | ------ | ------ | ------ | ------ | ------ | ------ | ------ | ------ | ------ | ------ | ------ | ------ | ------ | ------ | ------ |
| Sezon 2018/2019                                                                   |             |           |           |            |            |           |           |            |            |           |           |          |          |             |             |        |        |        |        |        |        |        |        |        |        |        |        |        |        |        |        |        |        |        |        |        |        |        |        |
| Notodden                                                                          | Notodden    | Planica   | Planica   | Brotterode | Brotterode | punkty    | punkty    | punkty     | punkty     | punkty    | punkty    | punkty   | punkty   | punkty      | punkty      | punkty | punkty | punkty | punkty | punkty | punkty | punkty | punkty | punkty |        |        |        |        |        |        |        |        |        |        |        |        |        |        |        |
| 9                                                                                 | 14          | 23        | 26        | 23         | 22         | 77        | 77        | 77         | 77         | 77        | 77        | 77       | 77       | 77          | 77          | 77     | 77     | 77     | 77     | 77     | 77     | 77     | 77     | 77     |        |        |        |        |        |        |        |        |        |        |        |        |        |        |        |
| Sezon 2019/2020                                                                   |             |           |           |            |            |           |           |            |            |           |           |          |          |             |             |        |        |        |        |        |        |        |        |        |        |        |        |        |        |        |        |        |        |        |        |        |        |        |        |
| Notodden                                                                          | Notodden    | Rena      | Rena      | Brotterode | Brotterode | punkty    | punkty    | punkty     | punkty     | punkty    | punkty    | punkty   | punkty   | punkty      | punkty      | punkty | punkty | punkty | punkty | punkty | punkty | punkty | punkty | punkty |        |        |        |        |        |        |        |        |        |        |        |        |        |        |        |
| 20                                                                                | 23          | -         | -         | 11         | 16         | 58        | 58        | 58         | 58         | 58        | 58        | 58       | 58       | 58          | 58          | 58     | 58     | 58     | 58     | 58     | 58     | 58     | 58     | 58     |        |        |        |        |        |        |        |        |        |        |        |        |        |        |        |
| Sezon 2021/2022                                                                   |             |           |           |            |            |           |           |            |            |           |           |          |          |             |             |        |        |        |        |        |        |        |        |        |        |        |        |        |        |        |        |        |        |        |        |        |        |        |        |
| Zhangjiakou                                                                       | Zhangjiakou | Vikersund | Vikersund | Notodden   | Notodden   | Innsbruck | Innsbruck | Brotterode | Brotterode | Park City | Park City | Whistler | Whistler | Lake Placid | Lake Placid | punkty | punkty | punkty | punkty | punkty | punkty | punkty | punkty | punkty | punkty | punkty | punkty | punkty | punkty | punkty | punkty | punkty | punkty | punkty |        |        |        |        |        |
| -                                                                                 | -           | 12        | 15        | 14         | 8          | 32        | 33        | -          | -          | -         | -         | 6        | 8        | 1           | 3           | 320    | 320    | 320    | 320    | 320    | 320    | 320    | 320    | 320    | 320    | 320    | 320    | 320    | 320    | 320    | 320    | 320    | 320    | 320    |        |        |        |        |        |
| Sezon 2022/2023                                                                   |             |           |           |            |            |           |           |            |            |           |           |          |          |             |             |        |        |        |        |        |        |        |        |        |        |        |        |        |        |        |        |        |        |        |        |        |        |        |        |
| Vikersund                                                                         | Vikersund   | Notodden  | Notodden  | Eisenerz   | Eisenerz   | Lahti     | Lahti     | punkty     | punkty     | punkty    | punkty    | punkty   | punkty   | punkty      | punkty      | punkty | punkty | punkty | punkty | punkty | punkty | punkty | punkty | punkty | punkty | punkty |        |        |        |        |        |        |        |        |        |        |        |        |        |
| 12                                                                                | 11          | 10        | 10        | 7          | 7          | 11        | 9         | 223        | 223        | 223       | 223       | 223      | 223      | 223         | 223         | 223    | 223    | 223    | 223    | 223    | 223    | 223    | 223    | 223    | 223    | 223    |        |        |        |        |        |        |        |        |        |        |        |        |        |
| Legenda                                                                           |             |           |           |            |            |           |           |            |            |           |           |          |          |             |             |        |        |        |        |        |        |        |        |        |        |        |        |        |        |        |        |        |        |        |        |        |        |        |        |
| 1 2 3 4-10 11-30 poniżej 30 dq – dyskwalifikacja - – zawodniczka nie wystartowała |             |           |           |            |            |           |           |            |            |           |           |          |          |             |             |        |        |        |        |        |        |        |        |        |        |        |        |        |        |        |        |        |        |        |        |        |        |        |        |

## Letni Puchar Kontynentalny

### Miejsca w klasyfikacji generalnej
| Sezon | Miejsce |
| ----- | ------- |
| 2018  | 27.     |
| 2021  | 12.     |

### Miejsca w poszczególnych konkursachLetniego Pucharu Kontynentalnego
| Źródło                                                       | Źródło         | Źródło    | Źródło    | Źródło | Źródło | Źródło | Źródło | Źródło | Źródło | Źródło | Źródło | Źródło | Źródło | Źródło | Źródło | Źródło | Źródło | Źródło | Źródło | Źródło | Źródło | Źródło | Źródło | Źródło | Źródło | Źródło |
| ------------------------------------------------------------ | -------------- | --------- | --------- | ------ | ------ | ------ | ------ | ------ | ------ | ------ | ------ | ------ | ------ | ------ | ------ | ------ | ------ | ------ | ------ | ------ | ------ | ------ | ------ | ------ | ------ | ------ |
| 2017                                                         |                |           |           |        |        |        |        |        |        |        |        |        |        |        |        |        |        |        |        |        |        |        |        |        |        |        |
| Oberwiesenthal                                               | Oberwiesenthal | Trondheim | Trondheim | punkty | punkty | punkty | punkty | punkty | punkty | punkty | punkty | punkty | punkty | punkty | punkty | punkty | punkty | punkty | punkty | punkty | punkty | punkty |        |        |        |        |
| 34                                                           | 32             | -         | -         | 0      | 0      | 0      | 0      | 0      | 0      | 0      | 0      | 0      | 0      | 0      | 0      | 0      | 0      | 0      | 0      | 0      | 0      | 0      |        |        |        |        |
| 2018                                                         |                |           |           |        |        |        |        |        |        |        |        |        |        |        |        |        |        |        |        |        |        |        |        |        |        |        |
| Oslo                                                         | Oslo           | punkty    | punkty    | punkty | punkty | punkty | punkty | punkty | punkty | punkty | punkty | punkty | punkty | punkty | punkty | punkty | punkty | punkty | punkty | punkty |        |        |        |        |        |        |
| 28                                                           | 23             | 11        | 11        | 11     | 11     | 11     | 11     | 11     | 11     | 11     | 11     | 11     | 11     | 11     | 11     | 11     | 11     | 11     | 11     | 11     |        |        |        |        |        |        |
| 2021                                                         |                |           |           |        |        |        |        |        |        |        |        |        |        |        |        |        |        |        |        |        |        |        |        |        |        |        |
| Kuopio                                                       | Kuopio         | Râșnov    | Râșnov    | Oslo   | Oslo   | punkty | punkty | punkty | punkty | punkty | punkty | punkty | punkty | punkty | punkty | punkty | punkty | punkty | punkty | punkty | punkty | punkty | punkty | punkty |        |        |
| 19                                                           | 12             | 12        | 11        | 15     | 15     | 112    | 112    | 112    | 112    | 112    | 112    | 112    | 112    | 112    | 112    | 112    | 112    | 112    | 112    | 112    | 112    | 112    | 112    | 112    |        |        |
| Legenda                                                      |                |           |           |        |        |        |        |        |        |        |        |        |        |        |        |        |        |        |        |        |        |        |        |        |        |        |
| 1 2 3 4-10 11-30 poniżej 30 - − zawodniczka nie wystartowała |                |           |           |        |        |        |        |        |        |        |        |        |        |        |        |        |        |        |        |        |        |        |        |        |        |        |

## FIS Cup

### Miejsca w klasyfikacji generalnej
| Sezon     | Miejsce |
| --------- | ------- |
| 2017/2018 | 94.     |
| 2018/2019 | 34.     |
| 2019/2020 | 43.     |
| 2020/2021 | 2.      |
| 2021/2022 | 54.     |
| 2022/2023 | 30.     |

### Miejsca na podium w konkursach indywidualnych FIS Cupu chronologicznie
| Lp. | Dzień     | Rok  | Miejscowość | Skocznia             | Punkt K | HS     | Skok 1 | Skok 2 | Nota      | Lok. | Strata   | Zwyciężczyni            |
| --- | --------- | ---- | ----------- | -------------------- | ------- | ------ | ------ | ------ | --------- | ---- | -------- | ----------------------- |
| 1.  | 20 lutego | 2021 | Villach     | Villacher Alpenarena | K-90    | HS-98  | 89,0 m | 88,5 m | 213,0 pkt | 3.   | 2,9 pkt  | Tinkara Komar           |
| 2.  | 27 lutego | 2021 | Oberhof     | Rennsteigschanze     | K-90    | HS-100 | 91,5 m | 91,0 m | 210,3 pkt | 3.   | 10,3 pkt | Jerneja Repinc Zupančič |

### Miejsca w poszczególnych konkursachFIS Cupu
| Źródło                                                                            | Źródło     | Źródło      | Źródło      | Źródło    | Źródło    | Źródło     | Źródło     | Źródło    | Źródło    | Źródło         | Źródło         | Źródło    | Źródło    | Źródło     | Źródło     | Źródło   | Źródło  | Źródło  | Źródło  | Źródło  | Źródło | Źródło | Źródło | Źródło | Źródło | Źródło | Źródło | Źródło | Źródło | Źródło | Źródło | Źródło | Źródło | Źródło | Źródło | Źródło | Źródło | Źródło | Źródło |
| --------------------------------------------------------------------------------- | ---------- | ----------- | ----------- | --------- | --------- | ---------- | ---------- | --------- | --------- | -------------- | -------------- | --------- | --------- | ---------- | ---------- | -------- | ------- | ------- | ------- | ------- | ------ | ------ | ------ | ------ | ------ | ------ | ------ | ------ | ------ | ------ | ------ | ------ | ------ | ------ | ------ | ------ | ------ | ------ | ------ |
| Sezon 2015/2016                                                                   |            |             |             |           |           |            |            |           |           |                |                |           |           |            |            |          |         |         |         |         |        |        |        |        |        |        |        |        |        |        |        |        |        |        |        |        |        |        |        |
| Villach                                                                           | Villach    | Szczyrk     | Szczyrk     | Râșnov    | Râșnov    | Harrachov  | Harrachov  | punkty    | punkty    | punkty         | punkty         | punkty    | punkty    | punkty     | punkty     | punkty   | punkty  | punkty  | punkty  | punkty  | punkty | punkty | punkty | punkty | punkty | punkty |        |        |        |        |        |        |        |        |        |        |        |        |        |
| dq                                                                                | 33         | -           | -           | -         | -         | -          | -          | 0         | 0         | 0              | 0              | 0         | 0         | 0          | 0          | 0        | 0       | 0       | 0       | 0       | 0      | 0      | 0      | 0      | 0      | 0      |        |        |        |        |        |        |        |        |        |        |        |        |        |
| Sezon 2017/2018                                                                   |            |             |             |           |           |            |            |           |           |                |                |           |           |            |            |          |         |         |         |         |        |        |        |        |        |        |        |        |        |        |        |        |        |        |        |        |        |        |        |
| Villach                                                                           | Villach    | Kandersteg  | Kandersteg  | Râșnov    | Râșnov    | Whistler   | Whistler   | Rastbüchl | Rastbüchl | Villach        | Villach        | Falun     | punkty    | punkty     | punkty     | punkty   | punkty  | punkty  | punkty  | punkty  | punkty | punkty | punkty | punkty | punkty | punkty | punkty | punkty | punkty | punkty | punkty |        |        |        |        |        |        |        |        |
| 27                                                                                | 29         | -           | -           | -         | -         | -          | -          | -         | -         | 26             | 23             | -         | 19        | 19         | 19         | 19       | 19      | 19      | 19      | 19      | 19     | 19     | 19     | 19     | 19     | 19     | 19     | 19     | 19     | 19     | 19     |        |        |        |        |        |        |        |        |
| Sezon 2018/2019                                                                   |            |             |             |           |           |            |            |           |           |                |                |           |           |            |            |          |         |         |         |         |        |        |        |        |        |        |        |        |        |        |        |        |        |        |        |        |        |        |        |
| Villach                                                                           | Villach    | Szczyrk     | Szczyrk     | Râșnov    | Râșnov    | Park City  | Park City  | Rastbüchl | Rastbüchl | Villach        | Villach        | punkty    | punkty    | punkty     | punkty     | punkty   | punkty  | punkty  | punkty  | punkty  | punkty | punkty | punkty | punkty | punkty | punkty | punkty | punkty | punkty | punkty |        |        |        |        |        |        |        |        |        |
| 27                                                                                | 17         | -           | -           | -         | -         | -          | -          | 9         | 7         | -              | -              | 83        | 83        | 83         | 83         | 83       | 83      | 83      | 83      | 83      | 83     | 83     | 83     | 83     | 83     | 83     | 83     | 83     | 83     | 83     |        |        |        |        |        |        |        |        |        |
| Sezon 2019/2020                                                                   |            |             |             |           |           |            |            |           |           |                |                |           |           |            |            |          |         |         |         |         |        |        |        |        |        |        |        |        |        |        |        |        |        |        |        |        |        |        |        |
| Szczyrk                                                                           | Szczyrk    | Szczuczyńsk | Szczuczyńsk | Ljubno    | Ljubno    | Râșnov     | Râșnov     | Villach   | Villach   | Oberwiesenthal | Oberwiesenthal | Rastbüchl | Rastbüchl | Villach    | Villach    | punkty   | punkty  | punkty  | punkty  | punkty  | punkty | punkty | punkty | punkty | punkty | punkty | punkty | punkty | punkty | punkty | punkty | punkty | punkty | punkty |        |        |        |        |        |
| -                                                                                 | -          | -           | -           | -         | -         | -          | -          | -         | -         | -              | -              | 6         | 6         | 30         | 32         | 81       | 81      | 81      | 81      | 81      | 81     | 81     | 81     | 81     | 81     | 81     | 81     | 81     | 81     | 81     | 81     | 81     | 81     | 81     |        |        |        |        |        |
| Sezon 2020/2021                                                                   |            |             |             |           |           |            |            |           |           |                |                |           |           |            |            |          |         |         |         |         |        |        |        |        |        |        |        |        |        |        |        |        |        |        |        |        |        |        |        |
| Kandersteg                                                                        | Kandersteg | Szczyrk     | Szczyrk     | Villach   | Villach   | Oberhof    | Oberhof    | punkty    | punkty    | punkty         | punkty         | punkty    | punkty    | punkty     | punkty     | punkty   | punkty  | punkty  | punkty  | punkty  | punkty | punkty | punkty | punkty | punkty | punkty |        |        |        |        |        |        |        |        |        |        |        |        |        |
| 13                                                                                | 11         | 16          | 10          | 3         | 4         | 3          | 8          | 287       | 287       | 287            | 287            | 287       | 287       | 287        | 287        | 287      | 287     | 287     | 287     | 287     | 287    | 287    | 287    | 287    | 287    | 287    |        |        |        |        |        |        |        |        |        |        |        |        |        |
| Sezon 2021/2022                                                                   |            |             |             |           |           |            |            |           |           |                |                |           |           |            |            |          |         |         |         |         |        |        |        |        |        |        |        |        |        |        |        |        |        |        |        |        |        |        |        |
| Otepää                                                                            | Otepää     | Kuopio      | Kuopio      | Gérardmer | Gérardmer | Einsiedeln | Einsiedeln | Ljubno    | Ljubno    | Villach        | Villach        | Falun     | Falun     | Kandersteg | Kandersteg | Zakopane | Villach | Villach | Oberhof | Oberhof | punkty | punkty | punkty | punkty | punkty | punkty | punkty | punkty | punkty | punkty | punkty | punkty | punkty | punkty | punkty | punkty | punkty | punkty | punkty |
| -                                                                                 | -          | dq          | 11          | -         | -         | -          | -          | 26        | 19        | -              | -              | 15        | 13        | -          | -          | -        | 19      | 14      | -       | -       | 107    | 107    | 107    | 107    | 107    | 107    | 107    | 107    | 107    | 107    | 107    | 107    | 107    | 107    | 107    | 107    | 107    | 107    | 107    |
| Sezon 2022/2023                                                                   |            |             |             |           |           |            |            |           |           |                |                |           |           |            |            |          |         |         |         |         |        |        |        |        |        |        |        |        |        |        |        |        |        |        |        |        |        |        |        |
| Szczyrk                                                                           | Szczyrk    | Einsiedeln  | Einsiedeln  | Kranj     | Kranj     | Villach    | Villach    | Szczyrk   | Szczyrk   | Villach        | Villach        | Oberhof   | Oberhof   | punkty     | punkty     | punkty   | punkty  | punkty  | punkty  | punkty  | punkty | punkty | punkty | punkty | punkty | punkty | punkty | punkty | punkty | punkty | punkty | punkty |        |        |        |        |        |        |        |
| -                                                                                 | -          | -           | -           | -         | -         | -          | -          | -         | -         | 9              | 5              | 12        | 14        | 114        | 114        | 114      | 114     | 114     | 114     | 114     | 114    | 114    | 114    | 114    | 114    | 114    | 114    | 114    | 114    | 114    | 114    | 114    |        |        |        |        |        |        |        |
| Legenda                                                                           |            |             |             |           |           |            |            |           |           |                |                |           |           |            |            |          |         |         |         |         |        |        |        |        |        |        |        |        |        |        |        |        |        |        |        |        |        |        |        |
| 1 2 3 4-10 11-30 poniżej 30 dq – dyskwalifikacja - – zawodniczka nie wystartowała |            |             |             |           |           |            |            |           |           |                |                |           |           |            |            |          |         |         |         |         |        |        |        |        |        |        |        |        |        |        |        |        |        |        |        |        |        |        |        |